# Michałów (Radom)
Michałów – dzielnica w północnej części Radomia.
Powstała na terenie dawnych wsi Michałów i Michałówek. Ograniczona ulicami Żółkiewskiego, Mieszka I i Warszawską. Jedno z najmłodszych osiedli radomskich.  Na jej terenie znajduje się jedno z większych i nowszych osiedli. Zabudowa wysoka (bloki mieszkalne z wielkiej płyty). Wszystkie ulice Michałowa noszą imiona królów polskich lub rodzin królewskich np: ul. Mieszka I, ul. Sobieskiego, ul. Łokietka, ul. Piastowska, ul. Jagiellońska, czy Królowej Jadwigi.
Na jej terenie znajdują się obecnie dwie szkoły:
- Publiczna Szkoła Podstawowa nr 3 im. Jana Długosza
- Publiczna Szkoła Podstawowa Nr 30, znajdująca się w budynku po Publicznym Gimnazjum nr 8 im. Królowej Jadwigi.

Ponadto na Michałowie znajduje się kryta pływalnia "Delfin", oddana do użytku w 1997 roku. Aktualnie basenem zarządza MOSiR. W budynku Publicznej Szkoły Podstawowej nr 3 mieściła się Radomska Biblioteka Pedagogiczna (obecnie przy ul. Kościuszki 5 a).
Na osiedle można dojechać autobusami linii:
- 3, 7, 13, 23 i 24 (wschodnia część)
- 4, 12, 21 oraz linia prywatna A (zachodnia część).

Na tym osiedlu znajdują się także parafie: Błogosławionej Annuarity i Świętego Łukasza.
W 2009 roku do użytku został oddany kompleks sportowy Orlik przy Publicznym Gimnazjum nr 8. im. Królowej Jadwigi (obecnie PSP Nr 30).